# Чеховка (Костанайская область)
Чеховка (каз. Чехов) — село в Фёдоровском районе Костанайской области Казахстана. Входит в состав Банновского сельского округа. Находится примерно в 20 км к северо-востоку от районного центра, села Фёдоровка. Код КАТО — 396835400.

## Население
В 1999 году население села составляло 763 человека (353 мужчины и 410 женщин). По данным переписи 2009 года, в селе проживало 676 человек (324 мужчины и 352 женщины). По данным переписи 2021 года, в селе проживало 557 человек (278 мужчин и 279 женщин).